# Impatience
Impatience è un mediometraggio del 1928, diretto da Charles Dekeukeleire.

## Trama
Varie inquadrature della Motocicletta, esclusivamente nei particolari del motore, in movimento, vibranti, si alternano a quelle dedicate alla Donna, in primo o primissimo piano, dapprima con una tuta da motociclista, poi senza, infine nuda; e inquadrature della Montagna, nel suo profilo e nei particolari, mobili, nella sua vegetazione. Da metà del film prende il sopravvento il quarto "personaggio" (come viene definito dalla didascalia iniziale ed unica): i Blocchi astratti, sorta di parallelepipedi, basculanti, dai contorni stagliati in un netto chiaroscuro.